# OS X 10.8
OS X Mountain Lion – dziewiąte główne wydanie systemu operacyjnego dla komputerów Mac tworzonego przez Apple. Pierwsza wersja pod nową nazwą OS X zamiast starej Mac OS X.

## Nowe funkcje
- Messages – komunikator kompatybilny z iMessage
- Reminders – przypomnienia
- Notes – notatki
- Game Center – centrum gier
- Notification Center – centrum powiadomień
- Share Sheets
- Power Nap
- Twitter
- AirPlay
- Gatekeeper
- integracja z Facebookiem
- integracja z iCloud
- dyktowanie głosowe

## Wymagania minimalne
- EFI: 64 bit
- procesor: Intel Core 2 Duo, Intel Core i5, Intel Core i7 lub Xeon
- karta graficzna: Intel Graphics HD4000, NVidia GeForce 8600, 9400 lub lepsza
- pamięć RAM: 2 GB
- dysk twardy: wolne 5 GB
- system operacyjny: Najnowsza wersja Mac OS X 10.6.8 Snow Leopard lub Mac OS X 10.7 Lion
- dostęp do internetu w celu pobrania

## Obsługiwane komputery
- iMac (z połowy 2007 r. lub nowsze)
- MacBook (aluminiowy, z końca 2008), (biały, z początku 2009 lub nowsze)
- MacBook Pro 13 (z początku 2009 r. lub nowsze)
- MacBook Pro 15 i 17 (z połowy/końca 2007 r. lub nowsze)
- MacBook Air (z końca 2008 r. lub nowsze)
- Mac mini (z początku 2009 r. lub nowsze)
- Mac Pro (z początku 2008 r. lub nowsze)
- Xserve (z początku 2009 r.)

## Nieobsługiwane komputery
- wszystkie z Intel GMA 950 i X3100
- wszystkie z ATI Radeon X1600
- MacBook do 2008 (oznaczenia: MB061*/B, MB062*/B, MB063*/B, MB402*/A MB403*/A MB404*/A, MB402*/B)
- Mac Mini do 2007 (oznaczenia: MB138*/A, MB139*/A)
- iMac do 2007(oznaczenie: MA710xx/A)
- MacBook Air pierwszej rewizji (oznaczenie: MB003LL/A)
- Mac Pro 1,1 i 2,1

## Cena i licencjonowanie
System jest dostępny w Mac App Store od 25 lipca 2012 w cenie 19,99 $ (w USA) lub 15,99 Euro (w EU) za aktualizację z Liona lub Snow Leoparda. Od 22 października 2013 system stał się całkowicie darmowy tak jak i jego poprzednicy.
Może być zainstalowany bez żadnych dodatkowych kosztów na wszystkich komputerach Mac będących własnością klienta używanych do celów niekomercyjnych.

## Program aktualizacji Up-to-Date
Uaktualnienie Up-To-Date dla osób, które kupiły Macintosha ze starszym systemem po 11 czerwca 2012 roku jest bezpłatne. W ramach programu klient otrzymuje jedną licencję na każdy zakupiony komputer.

## Aktualizacje
| OS X Wersja | Build  | Data                 |
| ----------- | ------ | -------------------- |
| 10.8        | 12A269 | 25 lipca 2012        |
| 10.8.1      | 12B19  | 23 sierpnia 2012     |
| 10.8.2      | 12C54  | 19 września 2012     |
| 10.8.3      | 12D78  | 14 marca 2013        |
| 10.8.4      | 12E55  | 4 czerwca 2013       |
| 10.8.5      | 12F45  | 12 października 2013 |